# Acraea caecilia
Acraea caecilia är en fjärilsart som beskrevs av Fabricius 1781. Acraea caecilia ingår i släktet Acraea och familjen praktfjärilar. Inga underarter finns listade i Catalogue of Life.

## Bildgalleri

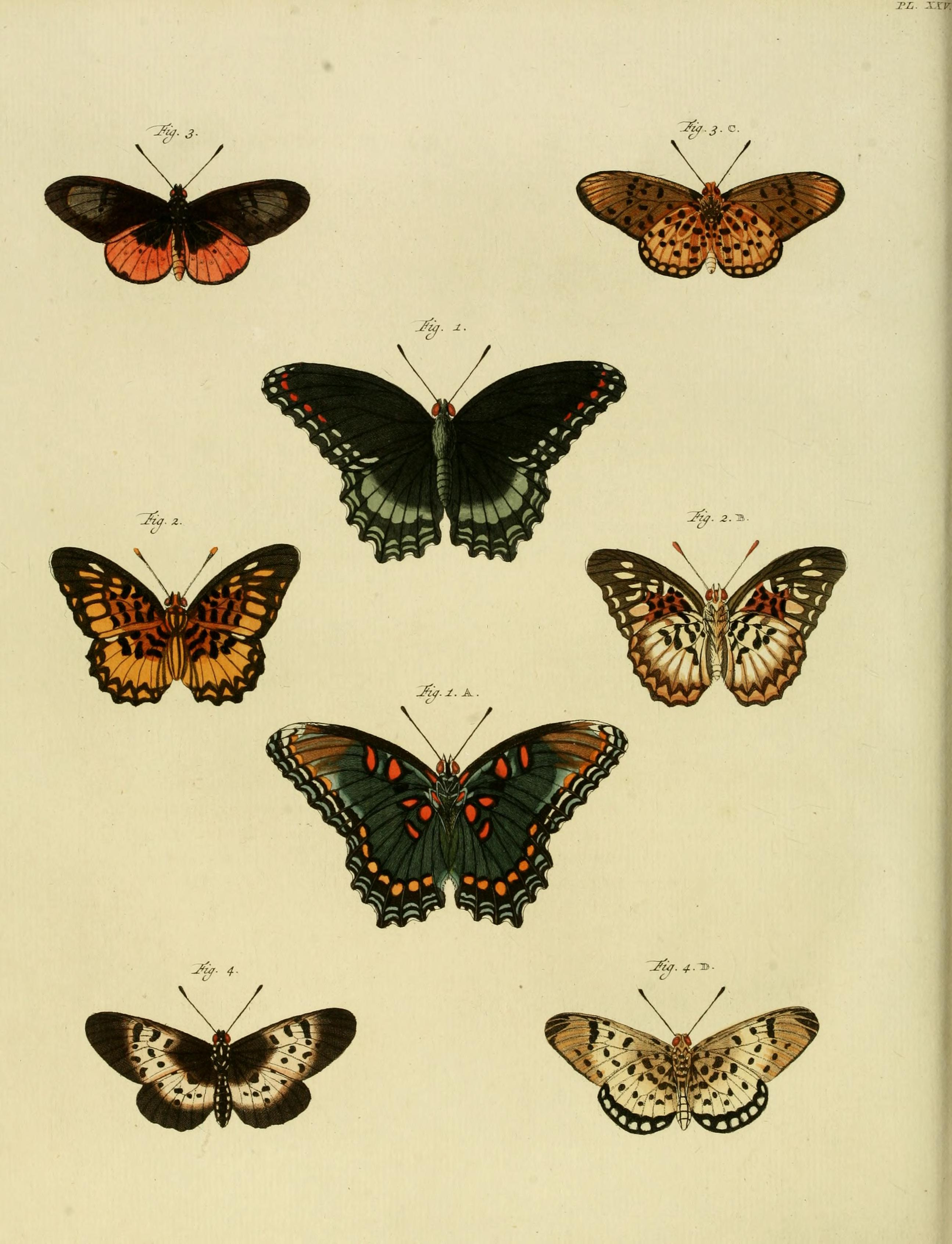